# Bishnu Ghosh
Bishnu Gosh (Calcuta, India; 24 de julio de 1903-1970) fue hermano del maestro espiritual Paramahansa Yogananda. Bishnu Gosh es considerado el maestro de Bikram Choudhury, creador de Bikram Yoga.
Su madre falleció cuando este a penas tenía 10 meses de edad, por lo que fue criado por su padre. Durante su infancia, Bishnu Gosh era considerado un niño con una salud frágil, sin embargo esto se revirtió durante su adolescencia cuando se inició en la práctica de Hatha Yoga.
Asistió a la escuela de Ranchi, fundada por Yogananda. Después de su graduación de la escuela secundaria fue entrenado personalmente por el director de Educación Física de la Universidad de Calcuta, Guha Thakurta. El fruto de este entrenamiento se notó cuando Bishnu Gosh aumentó 12 kilogramos a sus pesas de 30 kilos y aumento 22 centímetros a la medida de su peso en tan solo 3 meses. 
Bishnu Gosh estudió leyes en la misma Universidad y al mismo tiempo prosiguió su entrenamiento físico y de Hatha Yoga. Durante el tiempo de la Universidad escribió junto a un amigo su libro "Control muscular y ejercicios con pesas". 
Paramahansa Yogananda en su libro Autobiografía de un Yogui, así como su hermano, Sananda Lal Gosh, en su libro "Mejda", hacen algunas referencias al entrenamiento y posteriormente al trabajo de Bishnu Gosh como entrenador y profesor de Hatha Yoga.
Eventualmente Bishnu Gosh inauguró su "Gosh College" que actualmente funciona en Calcuta dónde enseñó una técnica para realizar 84 posturas de Hatha Yoga a miles de estudiantes. 
Entre los estudiantes más destacados del "Gosh College" se cuentan a Bikram Choudhury, creador del sistema Bikram Yoga, a Budha Bose, y su propio hijo Bishwanat Gosh.
Bikram Choudhury fue su discípulo desde la edad de 5 años. Cuando Choudhury era adolescente fue enviado por Bishnu Gosh a una gira por Japón para enseñar las técnicas de Hatha Yoga que aprendió de él. 
Bishnu Gosh falleció en 1970 y heredó a su hijo la escuela de Yoga que él fundó.